# Kratsche
Kratsche (auch Krachi, Krakye oder Kaakyi) ist die Sprache des Volkes der Kratschi in Ghana.
Die nur noch 58.000 Sprecher (2004 SIL) leben in Zentral Ghana in der Nähe von Nchimburu. Kratsche wird hauptsächlich in der Gegend um Kete Krachi am Volta-Stausee gesprochen.